# Marta Lučanová
Marta Lučanová, rozená Štěrbová, je bývalá česká reprezentantka v orientačním běhu.
Získala bronzovou medaili na Světových hrách v roce 2005 v mix štafetách spolu s Petrem Losmanem, Tomášem Dlabajou a Danou Brožkovou. Její nejlepší výsledek na mistrovství světa bylo 5. místo ve štafetách v roce 2003 a v roce 2005. V individuální kategorii Long distance obsadila 16. místo v roce 2003.

## Sportovní kariéra

### Umístění na MČR
| Umístění na Mistrovství České republiky v orientačním běhu | Umístění na Mistrovství České republiky v orientačním běhu | Umístění na Mistrovství České republiky v orientačním běhu | Umístění na Mistrovství České republiky v orientačním běhu | Umístění na Mistrovství České republiky v orientačním běhu | Umístění na Mistrovství České republiky v orientačním běhu | Umístění na Mistrovství České republiky v orientačním běhu |
| Rok                                                        | Kategorie                                                  | Klasická trať                                              | Krátká trať                                                | Sprint                                                     | Dlouhá trať                                                | Noční                                                      |
| ---------------------------------------------------------- | ---------------------------------------------------------- | ---------------------------------------------------------- | ---------------------------------------------------------- | ---------------------------------------------------------- | ---------------------------------------------------------- | ---------------------------------------------------------- |
| 1995                                                       | D16 – mladší dorostenky                                    | 16. místo                                                  |                                                            |                                                            |                                                            |                                                            |
| 1996                                                       | D18 – starší dorostenky                                    | 15. místo                                                  |                                                            |                                                            | 21. místo                                                  |                                                            |
| 1997                                                       | D18 – starší dorostenky                                    | 25. místo                                                  |                                                            |                                                            | 6. místo                                                   |                                                            |
| 1998                                                       | D20 – juniorky                                             | 5. místo                                                   |                                                            |                                                            | 7. místo                                                   |                                                            |
| 1999                                                       | D20 – juniorky                                             | 9. místo                                                   | 8. místo                                                   | 3. místo                                                   | 12. místo                                                  |                                                            |
| 2000                                                       | D21 – ženy                                                 |                                                            |                                                            |                                                            | 3. místo                                                   |                                                            |
| 2001                                                       | D21 – ženy                                                 | 15. místo                                                  |                                                            | 6. místo                                                   |                                                            |                                                            |
| 2002                                                       | D21 – ženy                                                 | 6. místo                                                   |                                                            | 10. místo                                                  |                                                            |                                                            |
| 2003                                                       | D21 – ženy                                                 |                                                            |                                                            |                                                            | 1. místo                                                   |                                                            |
| 2004                                                       | D21 – ženy                                                 | 2. místo                                                   | 10. místo                                                  | 1. místo                                                   | 1. místo                                                   |                                                            |
| 2005                                                       | D21 – ženy                                                 | 5. místo                                                   |                                                            | 3. místo                                                   | 2. místo                                                   |                                                            |
| 2007                                                       | D21 – ženy                                                 | 7. místo                                                   |                                                            | 3. místo                                                   |                                                            |                                                            |
| 2008                                                       | D21 – ženy                                                 |                                                            | 3. místo                                                   | 9. místo                                                   |                                                            |                                                            |
| 2010                                                       | D21 – ženy                                                 | 21. místo                                                  | 14. místo                                                  | 6. místo                                                   |                                                            |                                                            |
| 2012                                                       | D21 – ženy                                                 | disk                                                       | 32. místo                                                  |                                                            |                                                            |                                                            |
| 2013                                                       | D21 – ženy                                                 | 53. místo                                                  |                                                            |                                                            |                                                            |                                                            |